# Андреев, Максим Валентинович
Максим Валентинович Андреев (род. 10 ноября 1977 года, Казань) — российский учёный и общественный деятель, доктор юридических наук, профессор Казанского юридического института МВД России. Учредитель и генеральный директор издательского дома «Логос» им. академика В. И. Андреева.

## Биография
Родился 10 ноября 1977 года в Казани. В 1999 году с отличием окончил юридический факультет Казанского государственного университета. Ещё будучи студентом инициировал создание первого в Татарстане правового журнала «Право и практика»; был привлечён к работе по правовому сопровождению ряда крупных инвестиционных проектов в Республике Татарстан: первой системы сотовой связи «Татинком», реконструкции Ново-Менделевского химзавода, строительства импортозамещающего завода «Полимиз».
В 1999 году поступил в очную аспирантуру по международному праву в Казанском университете и уже в 2001 году досрочно защитил кандидатскую диссертацию на тему «Современные международно-правовые аспекты реформирования Совета Безопасности ООН». Выводы и предложения по материалам кандидатской были включены в доктрину МИДа России по возможному реформированию Организации Объединённых наций.
С 2002 по 2011 год руководил кафедрой права, истории и политологии Академии государственного и муниципального управления при Президенте Республики Татарстан. В этой должности осуществлял организацию всероссийских конференций, круглых столов по проблемам федерального устройства России, конституционной реформы, развития избирательной системы, реформирования государственной службы, участвовал в переговорах с зарубежными партнёрами по развитию системы подготовки государственных и муниципальных служащих (Париж, Франция), выступал с докладами на различных международных и всероссийских форумах, в частности на Форуме ENTO при Совете Европы (Каимбра, Португалия), выступал с открытой лекций в Оксфордском университете (Колледж Святого Антония, Оксфорд, Великобритания), ежегодных заседаниям Российской Ассоциации международного права (пресс-центр МИД России, Москва).
В декабре 2009 года защитил диссертацию на соискание учёной степени доктора юридических наук по проблемам обеспечения национальной и международной безопасности РФ, став самым молодым доктором юридических наук в России. В январе 2012 года второй за всю историю ВАК получил диплом доктора юридических наук в апелляционном порядке. Результаты данной научной работы получили положительную оценку обеих палат Федерального Собрания и МИД России.
В 2012 году М. В. Андреев был приглашён на должность профессора кафедры государственно-правовых дисциплин Казанского юридического института МВД России.
Материалы его научных исследований были положены в основу авторского курса «Основы теории национальной безопасности», в 2012 году был издан первый учебник М. В. Андреева по данному курсу. В 2017 году курс лекций «Основы теории международной и национальной безопасности» был переведён на английский и персидский языки, издан в Иране и разослан в научные и образовательные центры по всему миру, включая библиотеку Конгресса США, Совета Европы, ведущие Вузы Евразии.
В 2018 году данный учебник М. В. Андреева признан учебником года на всероссийском конкурсе «Университетская книга-2018» в номинации «Лучшее билингвистическое учебное издание».
В КЮИ МВД России профессор М. В. Андреев читает лекции по актуальным проблемам развития правовой и политической системы в рамках курсов «Международное право», «Конституционное право», «Теория государства и права», «Международно-правовая помощь по уголовным делам».
При подготовке сотрудников МВД к обеспечению общественного порядка и безопасности на чемпионате мира по футболу в 2018 года М. В. Андреевым был разработан авторский курс «Обеспечение прав человека при проведении массовых спортивных мероприятий».
Член Докторского диссертационного совета по политологии и экспертного совета по общественно-политическим и этно-конфессиональным вопросам при Казанском федеральном университете.
С 2015 года является членом научно-консультативного совета Прокуратуры Республики Татарстан и Общественного совета Министерства культуры Республики Татарстан.

### Издательская деятельность
Параллельно с научной и образовательной деятельностью М. В. Андреев с 1999 года возглавляет издательский дом «Логос», который был им создан совместно с отцом, академиком В. И. Андреевым.
За годы работы издательства увидели свет сотни тысяч книг и миллионы тиражей периодических изданий. На протяжении 15 лет с регулярностью два раза в неделю в «Логос» происходит официальное опубликование постановлений и распоряжений Кабинета Министров РТ и нормативных актов республиканских органов исполнительной власти. Были изданы представительский фотоальбом «Казанский Кремль. Белокаменный символ Татарстана», книга-фолиант «Чудотворная Казанская икона Божией Матери. Заступница усердная рода христианского», путеводитель по духовным святыням республики «Храмы и Мечети Татарстана», книга-альманах «Республика Татарстан. Увлекательное путешествие».
Под непосредственным руководством М. В. Андреева были реализованы следующие проекты: издана серия книг о президентах России и Татарстана «Борис Ельцин и Татарстан», «Владимир Путин и Татарстан», «Минтимер Шаймиев и Татарстан», «Рустам Минниханов и Татарстан» и другие.

### Общественно-просветительская деятельность
В 2014 году М. В. Андреев предложил митрополиту Казанскому и Татарстанскому Анастасию создание Духовно-просветительского центра Татарстанской митрополии РПЦ с Музеем Казанской иконы Божией Матери. Инициатива была поддержана и спустя 4 года в здании бывшей Ложкинской городской богадельни, в которой до революции располагалась домовая церковь Сергия Радонежского, духовно-просветительский центр «Казанский собор» был торжественно освящён митрополитом Казанским и Татарстанским Феофаном.
В январе 2017 года М. В. Андреев был приглашён на открытие офиса «Visit Russia» в Посольство России в Испании, открытый для реализации инициативы развития прямого въездного международного туризма в Россию. По возвращении в Россию М. Андреев встретился с мэром Казани И. Метшиным и предложил ему реализацию подобной инициативы «Visit Kazan». Была создана одноимённая компания, которая вошла в реестр федеральных туроператоров. Одной из перспективных туристических программ, привлекающих внимание иностранных туристов, является анонсированный тур «Великий Волжский путь» с использованием водных экскурсий, который был также включён в Федеральную программу развития туризма.
В апреле 2018 года по инициативе ряда общественных институтов России, Азербайджана и других стран была создана международная неправительственная организация Волжско-Каспийского сотрудничества «Великий Волжский путь», президентом который был избран М. В. Андреев. Он выступил с инициативой проведения в Казани Всемирного конгресса по межрелигиозному и межэтническому диалогу.

### Семья
Отец — Валентин Иванович Андреев (1940—2015) — заслуженный деятель науки Российской Федерации, заслуженный профессор Казанского университета, академик Российской академии образования.
Мать — Андреева Людмила Степановна (старшая дочь Нилова Степана Сергеевича, Первого заместителя министра сельского хозяйства ТАССР, депутата Верховного совета ТАССР), проработала более двадцати лет научным сотрудником, председателем профкома Всесоюзного научно-исследовательского института углеводородного сырья (ВНИИУС), в дальнейшем более двадцати пяти лет работает в системе дополнительного образования Татарстана.
Сестра — Юлия Валентиновна Андреева, кандидат психологических и доктор педагогических наук, профессор Казанского федерального университета, с 2000 года — главный редактор издательского дома «Логос».
Супруга — Татьяна Викторовна Андреева, кандидат экономических наук, доцент.
Сыновья — Илья Максимович Андреев (2001 г.р.), Тимофей (2009 г.р.). Дочь — Ульяна (2010 г.р.).

### Дополнительное образование
- Академия государственной службы при Президенте Российской Федерации, курс повышения квалификации «Лидерство. Эффективные технологии развития в системе государственного и муниципального управления» (2010).[источник не указан 2269 дней]
- EF School of English, Oxford, UK (ESOL Examination — Upper intermediate level) июль-август 2010.
- EF School of English, Chicago, USA (Business English) декабрь 2014 — январь 2015.
- Дипломатическая академия МИД России, курс повышения квалификации «Внешняя политика России» (2019).[источник не указан 2269 дней]

## Награды
- Благодарность Президента Республики Татарстан (2019) за плодотворную научно-педагогическую деятельность и большой вклад в подготовку высококвалифицированных специалистов для органов внутренних дел.
- Благодарность мэра Казани.
- Медаль «В память 1000-летия Казани» (2005).
- Орден святого равноапостольного великого князя Владимира III степени (2012)[19].
- Памятная медаль Генеральной прокуратуры РФ.
- Крест Дворянского собрания за увековечивание памяти Отечественной войны 1812 г.
- Патриарший знак «700-летие Преподобного Сергия Радонежского» (2014).
- Епархиальная медаль Святителя Гурия, первого Архиепископа Казанского II степени.
- Патриаршая медаль "В память 200-летия победы в Отечественной войне 1812 года «Не нам, а имени твоему».
- Медаль Международной академии информатизации — наблюдателя ЭКОСОС ООН «Двадцать лет в содружестве с ООН».
- Памятная медаль «250 лет подготовки кадров для государственной службы в Казани».
- Памятная медаль «70 лет Великой Победы».

## Публикации
- Андреев М. В. Современные стратегии реформирования Совета безопасности ООН. — Казань: Центр инновационных технологий, 2002. — 198 с. ISBN 5-93962-004-3
- Андреев М. В. Обеспечение международной и региональной безопасности: пути повышения эффективности. — Казань: КГУ (Центр инновационных отношений), 2004. — 263 с. ISBN 5-98180-128-X
- Андреев М. В. Политико-правовая институциональная система всеобъемлющей и региональной безопасности. — Казань: Центр инновационных технологий, 2009. — 455 с. ISBN 978-5-93962-364-3
- Андреев М. В. Международное право: учебник для студентов высших учебных заведений, обучающихся по направлению «Юриспруденция» и специальности «Юриспруденция». — М.: Статут, 2010. — 623 с. ISBN 978-5-8354-0638-8
- Андреев М. В. Основы теории национальной безопасности: учебник. — Казань: Центр инновационных технологий, 2012. — 187 с. ISBN 978-5-93962-572-2
- Андреев М. В. Основы теории национальной и международной безопасности: курс лекций. — Казань: издание Казанского юридического института, 2017. — 391 с. ISBN 978-5-906977-35-9